# La Prairie (Québec)
La Prairie è un comune del Canada, situato nella provincia del Québec, nella regione di Montérégie.